# Mitsui Mining & Smelting
Mitsui Mining and Smelting Company (яп. 三井金属鉱業株式会社 мицуи киндзоку ко:гё: кабусики-гайся, TYO: 5706) — японская горнодобывающая компания, в основном занимающаяся добычей и плавкой цветных металлов. Часть Mitsui Group.

## История
Добыча полезных ископаемых было одним из основных направлений деятельности дзайбацу (денежного клана) Мицуи с 1889 года, когда семья купила у правительства Японии угольные шахты. В 1892 году была основана компания Mitsui Mining. Имея возможность использовать низкооплачиваемый труд женщин, детей, заключённых и военнопленных, компания получала высокую прибыль и купила несколько рудников в Японии, где начала добывать цинк, медь, свинец, золото и серебро. После Первой мировой войны из Mitsui Mining была выделена компания Mitsui Chemical, одним из основных направлений которой было получение горючего из угля, но также участвовала в разработке химического и бактериологического оружия. Во время Второй мировой войны Mitsui Mining была крупнейшей компанией, использовавшей труд китайских и корейских военнопленных.
После окончания войны Mitsui Mining была разделена оккупационными властями на две отдельные компании, Mitsui Mining Company, которая занималась добычей угля, и Kamioka Mining & Smelting Company (KMS), которая занималась добычей и переработкой цветных металлов (Камиока — крупнейший цинковый рудник Японии). Процесс разделения был завершен в 1950 году, и 1 мая этого года считается датой основания Mitsui Mining & Smelting Co., Ltd. (хотя это название компания взяла себе два года спустя). Mitsui Mining & Smelting в то время производила половину цинка и треть свинца в Японии. Также компания занималась производством меди; за неимением медной руды в Японии, Mitsui Mining & Smelting закупала её за рубежом: в 1953 году было начато партнёрство с филиппинской компанией Marinduque Mining & Industrial Corporation, в 1969 году — с Utah Construction & Mining Company, в 1970 году — с американской компанией Freeport Sulphur Company, начавшей разработку месторождения меди в Индонезии.
В 1960-е компания начала заниматься литьём под давлением, производя детали для автомобильной промышленности, такие как дверные замки. Также Mitsui Mining & Smelting начала осваивать и другие направления деятельности, например, сформировав в 1981 году с Mallinckrodt Incorporated совместное предприятие по производству катализаторов для пищевой и нефтехимической промышленности.
Как и против многих других добывающих компаний, против Mitsui Mining & Smelting выдвигались обвинения в загрязнении окружающей среды. Первый иск против компании был подан в 1968 году в связи с хроническим отравлением жителей кадмием от деятельности рудника Камиока и, впервые в истории Японии, компания была признана виновной и заплатила возмещение пострадавшим примерно равный годовой чистой прибыли.

## Руководство
Кэйдзи Нисида (яп. 西田 計治 Нисида Кэйдзи) — президент с 1 апреля 2016 года, в компании с 1980 года.

## Деятельность
Mitsui Mining & Smelting состоит из четырёх подразделений:
- Инженерные материалы — производство элементов для аккумуляторных батарей (никель-металл-гидридных и литий-ионных), катализаторов для очистки выхлопных газов, медной фольги для печатных плат, оксида индия для ЖК-дисплеев, керамики для плавки металлов; оборот в 2016 финансовом году составил ¥144 млрд (29,1 %).
- Металлы — добыча и плавка меди и цинка, переработка металлического вторсырья (свинцовых аккумуляторов и электроники); оборот — ¥130 млрд (26,2 %).
- Автокомплектующие — производство деталей для автомобильной промышленности (по дверным замкам — 15 % мирового рынка);заводы в Японии, США, Китае, Таиланде, Великобритании, Мексике, Индии и Индонезии; оборот — ¥114 млрд (23,1 %).
- Координация работы филиалов по производству перлита, литья под давлением, проката меди, промышленного строительства и прочего; оборот — ¥107 млрд (21,6 %)[5][2].

Основным регионом деятельности является Япония, на которую в 2016 финансовом году пришлось ¥253 млрд из ¥451 млрд оборота, на Китай — ¥61 млрд, на остальную Азию — ¥77 млрд, на Северную Америку — ¥45 млрд. Помимо Японии производственные мощности компании находятся в Китае, Индии, Индонезии, Таиланде, Вьетнаме, Малайзии, Тайване, Республике Корея, Великобритании, США, Канаде, Мексике, Перу и Чили.
| Год                 | 2007  | 2008  | 2009   | 2010  | 2011  | 2012  | 2013  | 2014  | 2015  | 2016   |
| ------------------- | ----- | ----- | ------ | ----- | ----- | ----- | ----- | ----- | ----- | ------ |
| Оборот              | 591,5 | 595,5 | 427,2  | 392,4 | 446,5 | 431,1 | 417,2 | 441   | 473,3 | 450,6  |
| Чистая прибыль      | 31,37 | 7,830 | -67,26 | 13,90 | 21,16 | 11,53 | 9,91  | 3,662 | 17,24 | -20,93 |
| Активы              | 483,4 | 486,2 | 410,3  | 416,5 | 411   | 413,1 | 438,1 | 503,8 | 538,6 | 484,8  |
| Собственный капитал | 185,5 | 185   | 94,15  | 111,3 | 125,9 | 131,7 | 146,5 | 160,9 | 197   | 169,5  |

Примечание. Данные на 31 марта каждого года, когда в Японии завершается финансовый год.

## Акционеры
Всего у компании более 48 тысяч акционеров. Крупнейшие из них:
- CBNY — ORBIS — 7,37 %;
- Japan Trustee Services Bank, Ltd. — 6,27 %;
- The Master Trust Bank of Japan, Ltd. — 5,56 %;
- National Mutual Insurance Federation of Agricultural Cooperatives — 2,4 %;
- The Employees' Shareholding Association — 2,17 %;
- J.P.Morgan Whitefriars Inc. (London Branch) — 1,75 %;
- Goldman Sachs International — 1,21 %;
- Trust & Custody Services Bank, Ltd. — 1,16 %.